# Paul Lipczinski
Paul Lipczinski (* 26. September 2001 in Wels) ist ein österreichischer Fußballspieler.

## Karriere
Lipczinski begann seine Karriere bei der Union Vöcklamarkt. Zur Saison 2018/19 rückte er in den Kader der sechstklassigen Reserve der Vöcklamarkter. In derselben Saison gab er dann im Mai 2019 auch sein Debüt in der Regionalliga für die erste Mannschaft, für die das allerdings sein einziger Saisoneinsatz bleiben sollte. In der Saison 2019/20 kam er dann bis zum COVID-bedingten Saisonabbruch regelmäßig für den Drittligisten zum Einsatz und absolvierte zwölf Partien, in denen er dreimal traf. In der ebenfalls abgebrochenen Spielzeit 2020/21 erzielte er ebenfalls drei Tore in neuen Spielen. In der Saison 2021/22 kam der Stürmer zu 24 Einsätzen, in denen er acht Tore machte.
Nach weiteren neun Einsätzen bis zur Winterpause 2022/23 wechselte Lipczinski im Jänner 2023 zum Zweitligisten SV Horn, bei dem er einen bis Juni 2024 laufenden Vertrag erhielt. Sein Debüt in der 2. Liga gab er im März 2023, als er am 19. Spieltag der Saison 2022/23 gegen den FC Liefering in der 80. Minute für Andree Neumayer eingewechselt wurde. Insgesamt kam er zu 64 Zweitligaeinsätzen, ehe Horn 2025 aus der 2. Liga abstieg. Daraufhin verließ er die Niederösterreicher.
Zur Saison 2025/26 wechselte Lipczinski anschließend zu Zweitligist SV Austria Salzburg.